# محمد خمیس (بازیکن فوتبال، زاده ۱۹۸۱)
محمد خمیس (انگلیسی: Mohammad Khamees؛ زادهٔ ۲۸ ژانویهٔ ۱۹۸۱) بازیکن فوتبال اهل اردن بود.
از باشگاه‌هایی که در آن بازی کرده‌است می‌توان به باشگاه ورزشی الفیصلی، باشگاه ورزشی الفجیره امارات، و باشگاه فوتبال الحزم عربستان سعودی اشاره کرد.
وی همچنین در تیم ملی فوتبال اردن بازی کرده‌است.